# Callum McGregor
Callum McGregor (* 14. Juni 1993 in Glasgow) ist ein schottischer Fußballspieler. Der Mittelfeldspieler steht bei Celtic Glasgow in der Scottish Premiership unter Vertrag und ist ehemaliger schottischer Nationalspieler.

## Karriere

### Verein

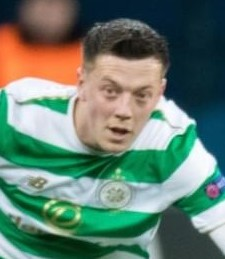
McGregor in einem Spiel für Celtic Glasgow (2018)

Callum McGregor wurde in der schottischen Stadt Glasgow geboren, wo er beim Celtic FC seine Fußballkarriere begann. Bis zum Jahr 2012 spielte McGregor in der Youth Academy von Celtic. In seinem letzten Jahr das McGregor im Juniorenbereich von Celtic absolvieren sollte, gelang ihm im erfolgreichen Finale des Scottish Youth Cup gegen Queen of the South, das im Hampden Park ausgetragen wurde, ein Hattrick. Im August 2013 wurde McGregor bis Januar 2014 an den englischen Drittligisten Notts County verliehen. Im Januar wurde die Leihe bis zum Saisonende verlängert. Für Notts County absolvierte McGregor 37 von 46 möglichen Ligaspielen und konnte 12 Treffer erzielen. Er war damit der beste Torschütze des Teams noch vor den Stürmern Ronan Murray, James Spencer und Jack Grealish sowie dem Abwehrspieler Alan Sheehan. Zur Saison 2014/15 kehrte er zu seinem Stammverein zurück, bei dem er sich unter dem neuen Teammanager Ronny Deila empfahl. Für Celtic erzielte McGregor im Hinspiel der zweiten Qualifikationsrunde der Champions League gegen KR Reykjavík, im ersten Pflichtspiel gleich das Siegtor. In den nächsten beiden Runden konnte er gegen Legia Warschau und NK Maribor zwei weitere Treffer erzielen. Sein Ligaspieldebüt in der Scottish Premiership für Celtic (vor der Leihe zu Notts County blieb er ohne Einsatz für Glasgow in der Liga) gab er gegen den FC St. Johnstone am 2. Spieltag; in der 84. Minute konnte er zugleich einen Treffer erzielen. Im August 2014 verlängerte McGregor seinen Vertrag bei den Bhoys um fünf weitere Jahre. Auch im Jahr 2023 verlängerte er seinen Vertrag um fünf Jahre.

### Nationalmannschaft
Callum McGregor spielt seit 2008 International für Schottland. Am 1. April 2008 debütierte er in der U-15 Nationalmannschaft gegen Belgien. Im selben Jahr kam McGregor in der folgenden U-16 zu seinem Debüt gegen die Juniorenauswahl aus Wales. Für die U-17 erzielte der als Kapitän spielende Mittelfeldspieler zwischen 2009 und 2010 in acht Begegnungen ebenso viele Tore, alleine gegen Malta drei. Weitere Einsätze folgten ab dem Jahr 2010 auch in der U-19 und U-20 sowie ab 2013 in der U-21. Im September 2014 wurde er von Nationaltrainer Gordon Strachan erstmals in die schottische Fußballnationalmannschaft einberufen. Erst drei Jahre später gab er allerdings sein Debüt für Schottland. Am 9. November 2017 spielte er in Aberdeen erstmals in der A-Nationalmannschaft gegen die Niederlande. Zur Fußball-Europameisterschaft 2021 wurde er in den schottischen Kader berufen, kam aber mit diesem nicht über die Gruppenphase hinaus. Auch drei Jahre später nahm er mit Schottland an der Europameisterschaft in Deutschland teil und schied in der Vorrunde aus. Nach der Europameisterschaft beendete McGregor seine Karriere in der Nationalmannschaft.

## Erfolge
mit Celtic Glasgow:
- Scottish Youth Cup (1): 2012
- Schottischer Meister (10): 2015, 2016, 2017, 2018, 2019, 2020, 2022, 2023, 2024, 2025
- Schottischer Pokalsieger (6): 2017, 2018, 2019, 2020, 2023, 2024
- Schottischer Ligapokal (8): 2015, 2017, 2018, 2019, 2020, 2022, 2023, 2025